# 馬斯卡特角
66°38′S 67°41′W / 66.633°S 67.683°W
馬斯卡特角是南極洲的海岬，位於阿德萊德島的北端，由讓-巴蒂斯特·夏古率領的法國探險隊發現，以該國的物理學家命名。